# تحليل مركب

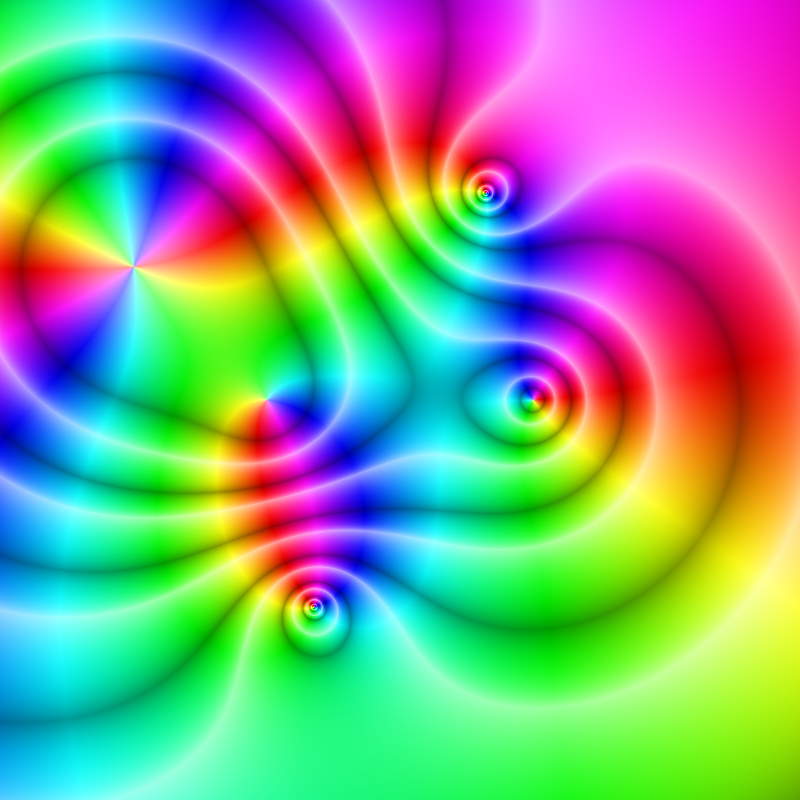
تمثيل الدالة .حيث تمثل الألوان عمدة عدد مركب، والسطوع معيار عدد مركب.

التحليل المركب أو التحليل العقدي (بالإنجليزية: Complex analysis)‏ هو أحد فروع الرياضيات التي تبحث في توابع (دوال) الأعداد المركبة والتي تعرف أيضا بالعقدية، للتحليل المركب استخدامات واسعة في الرياضيات التطبيقية وفي فروع متعددة من الرياضيات.
الاهتمام الأساسي للتحليل المركب هو الدوال التحليلية ذات المتغيرات المركبة، أو ما يعرف بالدوال تامة الشكل.
وصف موراي رالف شبيغل التحليل العقدي بأنه من أجمل فروع الرياضيات وأكثرها نفعا.
بسبب حتمية تحقيق معادلة لابلاس من طرف الجزئين الحقيقي والتخيلي لأية دالة تحليلية، فإن التحليل العقدي مستعمل بشكل مكثف في المعضلات ذات البعدين الاثنين في الفيزياء.

## التاريخ

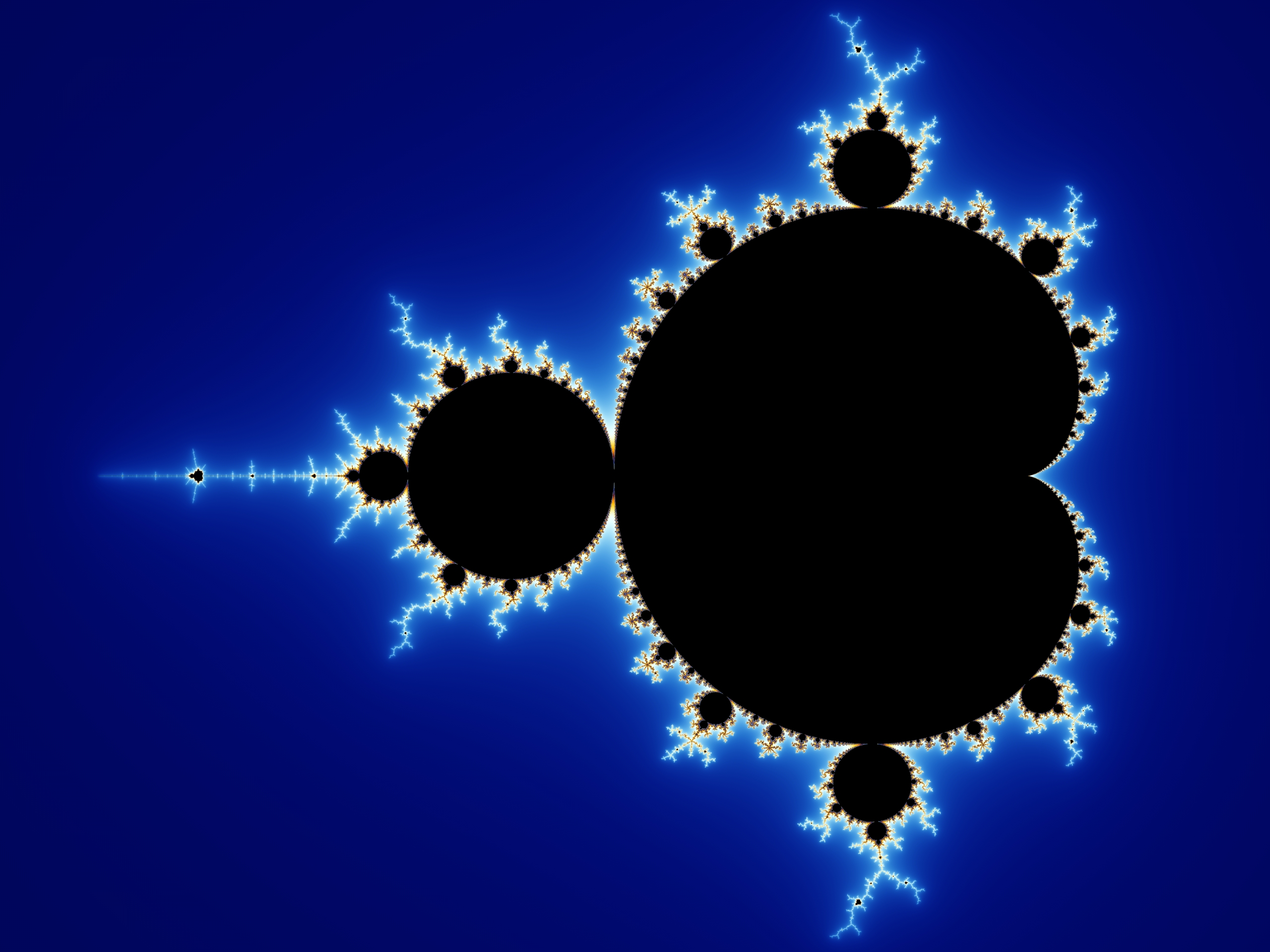
مجموعة ماندلبرو، مثال على الكسيريات.

التحليل العقدي هو واحد من الفروع الاعتيادية للرياضيات، تعود جذوره إلى قبيل بداية القرن التاسع عشر. من أهم أسمائه أويلر وغاوس وريمان وكوشي وفايرشتراس وغيرهم كثير في القرن العشرين. مجال آخر مهم يستعمل فيه التحليل العقدي هو نظرية الأوتار. في العصر الحالي، صار التحليل المركب شعبيا جدا بسبب استعماله في إطار التحليل الديناميكي وفي الكسيريات اللائي هن مجرد تكرارٌ لدوال تامة الشكل.

## الدوال المركبة
دالة مركبة هي دالة لها متغير وهو عدد مركب وقيمها هي أعداد مركبة أيضا. وبصيغة أخرى، دالة مركبة هي دالة مجموعة انطلاقها ومجموعة وصولها هما ضمن المستوى العقدي.
{\displaystyle z=x+iy\,} و
{\displaystyle w=f(z)=u(x,y)+iv(x,y)\,}
حيث {\displaystyle x,y\in \mathbb {R} \,} و {\displaystyle u(x,y),v(x,y)\,} دالتان ذات قيم حقيقية.
عادة، تُقدم المفاهيم الأساسية للتحليل المركب من خلال تمديد الدوال الحقيقية الأساسية إلى مجموعة الأعداد المركبة. الدوال الأسية والدوال اللوغاريتمية والدوال المثلثية كلها أمثلة على ذلك.

## الدوال تامة الشكل
في الرياضيات، تعد الدوال التامة الشكل مركزية في دراسة التحليل العقدي. دالة تامة الشكل (بالإنجليزية: Holomorphic function)‏ هي دالة عقدية معرفة في {\displaystyle \mathbb {C} }، يشترط فيها أن تكون قابلة للتفاضل في جوار ما لأي نقطة من مجموعة انطلاقها.

## أهم النتائج
انظر إلى:
- تكامل المسار
- مبرهنة التكامل لكوشي
- دالة زيتا لريمان
- دالة جزئية الشكل